# Akdalaïta
L'akdalaïta és un mineral de la classe dels òxids que pertany al grup de la nolanita. S'anomena així per la seva localitat tipus, Agdala (en kazak), al Kazakhstan.

## Característiques
L'akdalaïta és un òxid d'alumini de fórmula química Al₅O₇(OH). Cristal·litza en el sistema hexagonal. La seva duresa a l'escala de Mohs és 7 a 7,5.

## Formació i jaciments
Es troba en vetes en roques tipus amesita-fluorita-moscovita en skarns tipus fluorita-magnesita-diòpsid-vesuvianita.